# Pintura xinesa
El terme pintura es va originar a la dinastia Han i es refereix principalment a pintures en rotllo pintades sobre seda, paper d'arròs i seda i muntades sobre ella. La pintura tradicional xinesa és una forma de pintura tradicional que es pinta sobre seda o paper amb un pinzell submergit en aigua, tinta o color.

## Història
Les primeres pintures xineses estaven pintades sobre seda. Fins a la invenció del paper al segle I, la seda es va anar substituint gradualment per materials més barats. A la dinastia Jin oriental, la pintura i la cal·ligrafia es van convertir en l'art més important dels cercles de la cort xinesa, i la majoria d'aquestes obres van ser pintades per nobles i estudiosos.

## Classificació

### En el pintura
Les pintures xineses es divideixen principalment en figures, flors i ocells i paisatges. A la superfície, les pintures xineses es divideixen en aquestes categories basades en temes, però de fet utilitzen l'art per expressar un concepte i un pensament.

### Eina
La diferència més gran entre la pintura xinesa i la pintura occidental és l'ajust del color. En primer lloc, l'ajust principal de la tinta utilitzada a la pintura xinesa és la cola. El verd pedra, el cinabri, etc. es poden diluir directament amb aigua; mentre que l'agent d'ajust de color que s'utilitza a les pintures a l'oli occidentals és l'oli.
A més de la tinta, les eines tradicionals de cal·ligrafia i pintura inclouen pinzells, paper d'arròs i cinabri.

### Pintura
Els pigments de pintura tradicional xinesa es poden dividir en pigments minerals, pigments vegetals, pigments metàl·lics, pigments animals i pigments artificials segons les seves matèries primeres de color.
Els pigments minerals són refinats a partir del mineral, amb colors gruixuts i una forta cobertura. Els més utilitzats són:
- 石青(Azurite)
- 石绿(Mineral green)

## Pintor famós

### 顾恺之(Gu Kaizhi)
Neix a 348—409, és bo pintant poemes, cal·ligrafia i sobretot pintant. Les obres supervivents inclouen "Luo Shen Fu Tu (洛神赋图)" i "Nu Shi Zhen Tu (女史箴图)".

### 展子虔(Zhang Ziyu)
展子虔 neix a 渤海（Hebei 550—604) Ha pintat molts murals en temples de Luoyang, Chang'an, Yangzhou i altres llocs. L'obra lliurada "Tu Chun Tu (游春图)" és un estil únic de pintura de paisatge xinesa, i també és la pintura de paisatge de desplaçament més antiga existent a la Xina.

### 阎立本(Run Liben)
阎立本 neix a 雍州万年(Xian 601-673) pintor destacat de la dinastia Tang, nascut noble. Bona cal·ligrafia i pintura, la forma més refinada. La temàtica de la pintura és força àmplia. Les obres supervivents inclouen "Li Dai Di Wang Tu(历代帝王图)" i "Bu Nian Tu Ju Bu(步辇图局部)".